# Марцел (префект на Юдея)
Вижте пояснителната страница за други личности с името Марцел.
Марцел (на латински: Marcellus) e шестият префект на Юдея и управлява територията от 36 до 37 г. след Пилат Понтийски. Получава тази служба не от римския император, а от приятеля си Луций Вителий, който е управител на римската провинция Сирия. Самаритяните се оплакват при Луций Вителий от Пилат Понтийски и той го смъква и през зимата на 36/37 г. го изпраща обратно в Италия да отговаря пред император Тиберий в Рим. Йосиф Флавий съобщава за Марцел като не ползва думата präfekt, а epimeletes (управител) на Юдея.
По времето на късата си служба Марцел, заедно с Луций Вителий, прави подготовка за заплануваната от Тиберий война против Арета IV (Арета Велики, Aretas IV. Philopatris), царят на Набатея. До война не се стига, понеже Тиберий умира. През 37 г. новият император Калигула сменя Марцел с Марул (37 – 41).